# やすし・きよしのどっちがどっち?
『やすし・きよしのどっちがどっち?』は、1982年3月3日から同年5月26日までテレビ東京で放送されたトークバラエティ番組で、横山やすし・西川きよしの冠番組。放送時間は毎週水曜 19:30 - 20:00 (JST) 。

## 概要
やすきよが司会を務めたトーク番組で、毎回2人のゲストとその人物との縁が深い3人のゲストを招き、彼らの素顔と私生活のことを笑いを交えながら聞き出していた。

## 司会
- 横山やすし（当時横山やすし・西川きよし）
- 西川きよし（当時横山やすし・西川きよし）

## 備考
最終回翌週の6月2日には単発番組の『やすし・きよしの漫才スペシャル』が放送され、次のレギュラー番組となる『爆笑ザ・ヒント』は6月9日にスタートした。なお、『爆笑ザ・ヒント』でもやすきよが司会を務めていた。